# إيلاغا
إيلاغا (بالإنجليزية: Ilaga) هي جماعة متطرفة مسيحية، مقرها في جنوب الفلبين. وتتكون المجموعة في الغالب من عرقية فيسايانز معظمهم من الإيلونغو، تشكل الجماعة شكل من أشكال الكاثوليكية الشعبية التي تستخدم التمائم والعنف. استخدمت الشرطة الفلبينية الجماعة كقوة ميليشاوية خلال السبعينات من القرن العشرين في جنوب مينداناو بينما كانت تقاتل الجبهة الوطنية لتحرير مورو فيما عرف بصراع مورو. ارتكبت الجماعة أكثر أعمالها دموية في 19 يونيو 1971 عندما قتلت الجماعة من 70 إلى 79 مدني من شعب مورو داخل مسجد.

## خلفية
منطقة مينداناو غنية بالموارد الطبيعية، وتحتوي على كميات كبيرة من احتياطيات المعادن. اتبعت الحكومة الاستعمارية الأمريكية ومن بعدها الحكومة الفلبينية سياسة الهجرة من خلال إعادة توطين أعداد كبيرة من المستوطنين الفلبينيين المسيحيين من بيسايا ولوزون في مساحات كبيرة من أراضي مينداناو، ابتداء من عشرينات القرن العشرين سمحت هذه السياسة للفلبينيين المسيحيين بأن يفوق عددهم عدد سكان مورو ولوماد بحلول السبعينيات، مما كان عاملًا مساعدًا في تفاقم المظالم بين شعب مورو والمستوطنين الفلبينيين المسيحيين، إضافة لازدياد النزاعات على الأراضي، وهناك تظلم آخر من قبل شعب مورو هو استخراج الموارد الطبيعية في مينداناو من قبل الحكومة المركزية في حين أن العديد من شعب مورو لا يزال يعيش في الفقر.
شجعت الحكومة الفلبينية بقيادة فرديناند ماركوس المستوطنين الايلونجو الذين هاجروا إلى مينداناو لتشكيل ميليشيات سميت لاحقًا إيلاغا. هناك أدلة قولية على أن إيلاغا كثيرا ما ارتكبت انتهاكات لحقوق الإنسان وذلك باستهداف شعبي مورو ولوماد، فضلا عن محاولة الاستيلاء على أراضي إضافية، والنتيجة النهائية لتطرف إيلاغا هي العداء المستمر بين شعب مورو والمجتمعات المسيحية، ولا يزال الشعور بعدم الثقة ودورة العنف قائمًا حتى اليوم بسبب ممارسات إيلاغا.
يبلغ إجمالي عدد المسلمين في الفلبين 13 مليون نسمة، يتركز أكثر من نصفهم في جزيرة ميندناو الجنوبية وحدها. نتيجة لحرب الإسبان مع الأمريكان في القرن السابع عشر، قامت إسبانيا بتسليم جزر الفلبين عدا ميندناو الجنوبية لعدم احتلالها من قبل الإسبان بمبلغ 20 مليون دولار وذلك عام 1898م، لتبدأ فترة الاحتلال الأمريكي حتى عام 1941م. في نفس عام تسليم الفلبين للأمريكان اندلعت ثورة عارمة من قبل شعب مورو في ميندناو الجنوبية رفضًا لضم جزيرتهم إلى باقي جزر الفلبين، لكن الاستعمار الأمريكي قمع هذه الثورة على مدار 4 سنوات. في عام 1941 وخلال الحرب العالمية الثانية طردت القوات اليابانية الأمريكان من جزر الفلبين، لكن مع هزيمة اليابانيين في الحرب والمقاومة الشرسة تم منح الفلبين الاستقلال عام 1946م إثر اتفاقية بين اليابانيين والأمريكان، والتي تم بموجبها ضم جزيرة ميندناو الجنوبية إلى باقي الأراضي الفلبينية. الحكومات المتعاقبة للفلبين قامت بمعاملة المسلمين مثلما كان يعاملهم الاحتلال، مما تسبب في نشأة مقاومة شعبية عسكرية كبيرة في جزيرة ميندناو الجنوبية نتيجة للقمع السياسي ونهب ثروات شعب مورو ومصادرة أراضيه. في المقابل تكونت حركات مسيحية تعمل على محاربة الحركات الإسلامية التي تعمل على استقلال الجزيرة. من أبرز تلك الحركات كانت حركة إيلاغا التي قام بتدعيمها سياسيون وأغنياء بهدف قتل المسلمين والاستيلاء على ممتلكاتهم، وبالفعل تم قتل الآلاف من المسلمين.

## التاريخ
وفي الفترة من مارس 1970 إلى يناير 1972، ارتكبت إيلاغا 22 مذبحة أسفرت عن مقتل مئات المدنيين المسلمين، كما إن المجموعة متهمة بتشويه جثث الضحايا وهيئاتها ووضع علامات عليها وبالتحديد رسم الصليب. كما أحرقت المجموعة ونهبت العديد من المنازل والممتلكات.

### مذبحة مانيلي
العنف الذي نسب إلى إيلاغا بلغ ذروته في 19 يونيو 1971 مع ارتكاب مذبحة مانيلي التي راح ضحيتها ما بين 70 إلى 79 من شعب مورو المسلم في مسجد في مانيلي، كارمن، التابعة لكوتاباتو الشمالية. تجمع المسلمون في البلدة في مسجدهم للمشاركة في محادثات سلام مفترضة مع الجماعات المسيحية، ففتحت مجموعة من المسلحين يرتدون الزي العسكري على غرار تلك التي يرتديها أفراد الشرطة الفلبينية النار عليهم.
يشتبه في أن جماعة إيلاغا المسلحة هي من لرتكب الهجوم، ولكن هناك أيضًا ادعاءات بأن الشرطة الفلبينية قد تعاونت مع إيلاغا في تدبير المذبحة. ولم يعثر على أي شخص مسؤولا عن الحادث، فيليسيانو لوكاس المعروف أيضا باسم القائد توث بيك زعيم مجموعة إيلاغا كان المشتبه فيه الأول في الجريمة، أُفرج عنه بعد أن استسلم للرئيس الفلبيني فرديناند ماركوس في قصر مالاكانانج. أسفر الحادث عن زيادة الأعمال القتالية بين المسلمين والمسيحيين في مورو. وردًا على الحادث، قدم الزعيم الليبي السابق معمر القذافي مساعدة عسكرية لجبهة مورو للتحرير الوطني الانفصالية.

### معركة لاناو ديل نورت
عقب المذبحة التي وقعت في مانيلي، فر العديد من المسلمين في ماراناو ليجدوا مأوى في لاناو ديل نورتي. شكل بعض المسلمين مجموعات مسلحة صغيرة لمواجهة إيلاغا. كانت واحدة من هذه المجموعات تسمى باراكوداس، في سبتمبر من عام 1971، اشتبكت باراكوداس مع إيلاغا مما أدى إلى مقتل مئات الأشخاص من جانبي النزاع. كما اشتبكت الإيلاغا مع الشرطة الفلبينية. واستمرت المناوشات حتى شهر أكتوبر، وأحرقت إيلاغا أكثر من 60 منزلًا للمسلمين.

### ما بعد عام 2008
شهدت زيادة التوترات في الفلبين منذ عام 2008 عودة ظهور جماعة الحراسة المسلحة، التي تطلق على نفسها اسم باغ أونغ إيلاغا (أي: إيلاغا الجديدة). منذ عام 2008 اندلع العنف والمعارك مع جبهة تحرير مورو الإسلامية والقوات المسلحة الفلبينية بعد أن ألغت المحكمة العليا في الفلبين المعاهدة المقترحة لمنطقة الحكم الذاتي في مينداناو المسلمة. في نوفمبر 2008، قتلت إيلاغا خمسة مدنيين مسلمين في كمين نصبه لاناو ديل نورتي.